# Getxo Artea Rugby Taldea
Maillots
Actualités
Le Getxo Artea Rugby Taldea, également appelé Getxo Artea RT ou GART, est un club de rugby à XV espagnol situé à Getxo. Fondé en 1975, il est présidé par Manuel Etxebarria et il évolue actuellement en División de Honor B, le deuxieme échelon national.

## Histoire

### Fondation et premières années
Le Getxo Artea Rugby Taldea a été fondé en 1975 sous le nom de Getxo Rugby Taldea, par des joueurs du Gernika Rugby Taldea résidant à Algorta, une localité de Biscaye.
Dès ses débuts, le club s'est appuyé sur le tissu sportif local, recrutant notamment des rameurs de traînières. Une photographie historique témoigne du premier match de l’équipe contre le Barakaldo Rugby Club lors de la saison 1975-76, prise par Andrés Escondrillas, alors joueur junior.
Lors de ce match, Janek Escondrillas a inscrit les deux premiers essais du club, portant le numéro 13 en raison d’une superstition au sein de l’équipe. À cette époque, le club comptait environ 48 licences pour ses deux équipes.
Le premier entraîneur du club, Pepe Marina, ancien joueur du Club de Rugby Complutense Cisneros et du Bilbao Rugby Club, a joué un rôle clé dans la formation des joueurs, dont beaucoup étaient issus du monde de l’aviron. Le club s’est structuré autour d’une forte culture de cohésion et d’apprentissage du rugby.

### Ascension et succès des années 1980 et 1990
Dans les années 1980, le club a progressé rapidement, accédant à la División de Honor, la plus haute catégorie du rugby espagnol. En 1989, la section féminine a été créée, se distinguant rapidement par ses performances sportives et son engagement dans la formation des joueuses.
Les années 1990 marquent l’âge d’or du Getxo Rugby. Sous la présidence d’Agustín Martínez 'Tintxu', qui a dirigé le club pendant près de 24 ans, le Getxo a remporté quatre Copa del Rey (1990, 1991, 1992 et 1997) et disputé trois autres finales (1993, 1995 et 2005). Le club a également été champion de División de Honor lors de la saison 1992-93.
Des joueurs emblématiques tels que Jon Azkargorta (es), l’un des meilleurs arrières du rugby espagnol, ont contribué à ces succès.

### Déclin et reconstruction auXXIesiècle
Après cette période faste, le club a connu une baisse de performance, perdant sa place en División de Honor et son statut de prétendant régulier aux titres nationaux. Le 19 avril 2009, le Getxo est relégué en División de Honor B après avoir terminé en dernière position du championnat.
Après deux saisons en deuxième division, l’équipe masculine retrouve l’élite en 2011, remportant son barrage d’accession contre le Club Polideportivo Les Abelles. Lors de son retour en División de Honor A , le club atteint les demi-finales des playoffs en 2012 avant d’être éliminé par le Valladolid Rugby Asociación Club.
En 2018, Getxo est de nouveau relégué après une saison difficile. En 2020, le club retrouve la División de Honor, amorçant une nouvelle phase de structuration et de professionnalisation.

### Identité et engagement communautaire
Le Getxo Rugby se distingue par son engagement dans la formation des joueurs et la transmission des valeurs du rugby.
Aujourd’hui, le club compte environ 400 licenciés.

## Palmarès
- Vainqueur de la División de Honor en 1993
- Vainqueur de la División de Honor B en 2011
- Vainqueur de la Copa del Rey en 1990, 1991, 1992 et 1997